# 메타코리아
메타코리아(Metakr)는 대한민국 온라인 뉴스사이트로, 2023년 1월 25일 시작하였다. 연예, 경제, 사회, 세계 등 다양한 주제를 다루는 뉴스사이트다.

메타코리아는 애즈온라이브의 김예지 대표가 주도하여 설립한 온라인 뉴스사이트이다. 인터넷 신문기사 형태를 하고 있는 점이 특징이다.

## 역사
2023년 1월 25일, 애즈온라이브는 페이스북, 네이버포스트, 트위터, 핀터레스트에 메타코리아를 생성하면서 SNS 기반의 메타코리아를 개설했다.

2023년 2월 1일부터 구글 뉴스와 연동하여 뉴스기사를 제공하기 시작했다.

## 특징
메타코리아의 '메타' 넘어서라는 의미를 뜻한다. 기존세대 위주의 뉴스 아고라를 넘어서서 MZ세대가 대한민국 뉴스에 큰 영향력을 차지할 수 있게 플랫폼을 구축 목표로 하고 있다. 지금은 규모가 작은 뉴스 사이트로 보일 수 있지만 2년 뒤에는 대한민국에서 영향력있는 MZ세대 뉴스사이트로 성장해 있을 것이다.